# حمدي فريد
حمدي فريد (12 يناير 1936 - 7 يونيو 1987
)، ممثل ومخرج مصري عاش في الكويت وأخرج أغلب الأعمال التلفزيونية الكويتية.

## أعماله
- حبابة
- درب الزلق
- خرج ولم يعد
- خالتي قماشة
- إليكم مع التحية
- على الدنيا السلام
- الغرباء
- مذكرات جحا
- أجلح وأملح
- إلى أبي وأمي مع التحية الجزئين
- زوجه بالكمبيوتر
- مذكرات بو عليوي (مسلسل)
- عائلة بو جسوم